# Monoposthia ornata
Monoposthia ornata is een rondwormensoort uit de familie van de Monoposthiidae. De wetenschappelijke naam van de soort is voor het eerst geldig gepubliceerd in 1954 door Timm.